# Orr Leumi
Orr Leumi (in ebraico אור לאומי‎?; Petah Tiqwa, 25 ottobre 1996) è un ex cestista israeliano.

## Palmarès
- Coppa di Israele: 1

Maccabi Tel Aviv: 2014-15